# Campeonato de Primera D 1986-87
El Campeonato de Primera D 1986-87 fue la trigésima séptima edición del torneo, que se constituyó en el primer certamen de la división como quinta categoría del fútbol argentino. Se disputó desde el 12 de julio de 1986 hasta el 28 de marzo de 1987.
Lo jugaron los 22 equipos que quedaron relegados en el torneo clasificatorio anterior. No hubo nuevos participantes debido a que no se produjeron descensos en la Primera C ni había reafiliaciones pendientes, ya que ningún equipo había estado desafiliado durante la temporada anterior. 
El torneo consagró campeón por primera vez a Muñiz, que venció en la final a Brown. Este último, a su vez, ganó el Torneo reducido y obtuvo el segundo ascenso.
Por último, el torneo determinó la desafiliación por una temporada de Ferrocarril Urquiza, último en la tabla de promedios, y de Sportivo Barracas, que quedó en penúltimo lugar y perdió un desempate con Fénix, que tenía el mismo promedio.

## Ascensos y descensos
| Desafiliado de la Primera D 1986 |
| -------------------------------- |
| No hubo                          |

| Reafiliado |
| ---------- |
| No hubo    |

| Ascendidos a la Primera C 1986-87 |
| --------------------------------- |
| Claypole                          |
| Deportivo Laferrere               |
| Deportivo Riestra                 |
| Liniers                           |
| Lujan                             |
| Villa San Carlos                  |

| Descendidos de la Primera C 1986 |
| -------------------------------- |
| No hubo                          |

- De esta manera el número de participantes se redujo a 22 equipos.

## Equipos participantes
| Equipo                | Ciudad            | Estadio                   | Capacidad |
| --------------------- | ----------------- | ------------------------- | --------- |
| Acassuso              | Boulogne          | La Quema                  | 800       |
| Atlas                 | General Rodríguez | Ricardo Puga              | 2500      |
| Barracas Central      | Buenos Aires      | Claudio Fabián Tapia      | 4400      |
| Brown                 | Adrogué           | Lorenzo Arandilla         | 4500      |
| Cañuelas              | Cañuelas          | Jorge Alfredo Arín        | 1500      |
| Central Ballester     | José León Suárez  | La Quema                  | 800       |
| Centro Español        | Haedo             | Ricardo Puga              | 2500      |
| Deportivo Paraguayo   | Buenos Aires      | José María Moraños        | 1500      |
| Fénix                 | Buenos Aires      | Monumental de Villa Lynch | 1000      |
| Ferrocarril Urquiza   | Villa Lynch       | Monumental de Villa Lynch | 1000      |
| General Lamadrid      | Buenos Aires      | Enrique Sexto             | 3500      |
| Justo José de Urquiza | Caseros           | Franco Muggeri            | 3200      |
| Juventud Unida        | San Miguel        | Franco Muggeri            | 3200      |
| Lugano                | Tapiales          | José María Moraños        | 1500      |
| Midland               | Libertad          | Ciudad de Libertad        | 4000      |
| Muñiz                 | Muñiz             | La Vuce                   | 500       |
| Puerto Italiano       | Campana           | Municipal de Campana      | 500       |
| Sacachispas           | Buenos Aires      | Roberto Larrosa           | 4000      |
| San Martín            | Burzaco           | Francisco Boga            | 5000      |
| Sportivo Barracas     | Buenos Aires      | Lorenzo Arandilla         | 4500      |
| Victoriano Arenas     | Valentín Alsina   | Saturnino Moure           | 1500      |
| Yupanqui              | Buenos Aires      | Roberto Larrosa           | 4000      |

| 1. 2. 3. 4. 5. 6. 7. |

### Distribución geográfica de los equipos
| Región                                   | Cant. | Equipos |
| ---------------------------------------- | ----- | --- |
| Conurbano bonaerense                     | 12    | Acassuso, Brown (A), Central Ballester, Centro Español, Ferrocarril Urquiza, Justo José de Urquiza, Juventud Unida, Lugano, Midland, Muñiz, San Martín (B) y Victoriano Arenas |
| Ciudad de Buenos Aires                   | 7     | Barracas Central, Deportivo Paraguayo, Fénix, General Lamadrid, Sacachispas, Sportivo Barracas y Yupanqui                                                                      |
| Interior de la provincia de Buenos Aires | 3     | Atlas, Cañuelas, y Puerto Italiano |

## Formato

### Competición
El torneo se dividió en dos zonas: A y B, con once equipos cada una. Se disputaron en dos rondas por el sistema de todos contra todos.

### Ascensos
Los equipos que ocuparon el primer puesto de cada zona jugaron una final, cuyo ganador ascendió directamente a la Primera C. Los que finalizaron entre el segundo y el cuarto puesto de cada zona, junto al perdedor de la final y al ganador de una eliminatoria entre los dos ubicados en el quinto puesto de cada zona jugaron un Torneo reducido por el segundo ascenso.

### Descensos
Los dos equipos con peor promedio fueron suspendidos en su afiliación por un año.

## Zona A

### Tabla de posiciones
| Pos. | Equipo              | Pts. | PJ | PG | PE | PP | GF | GC | Dif. |
| ---- | ------------------- | ---- | -- | -- | -- | -- | -- | -- | ---- |
| 01.º | Muñiz               | 33   | 20 | 15 | 3  | 2  | 43 | 13 | 30   |
| 02.º | Acassuso            | 32   | 20 | 14 | 4  | 2  | 44 | 18 | 26   |
| 03.º | J.J. de Urquiza     | 28   | 20 | 13 | 2  | 5  | 52 | 33 | 19   |
| 04.º | Midland             | 28   | 20 | 14 | 0  | 6  | 38 | 21 | 17   |
| 05.º | Fénix               | 19   | 20 | 7  | 5  | 8  | 27 | 29 | −2   |
| 06.º | Puerto Italiano     | 18   | 20 | 7  | 4  | 9  | 27 | 29 | −2   |
| 07.º | Ferrocarril Urquiza | 17   | 20 | 6  | 5  | 9  | 17 | 27 | −10  |
| 08.º | Atlas               | 14   | 20 | 6  | 2  | 12 | 29 | 39 | −10  |
| 09.º | Centro Español      | 14   | 20 | 6  | 2  | 12 | 36 | 51 | −15  |
| 10.º | Juventud Unida      | 11   | 20 | 4  | 3  | 13 | 30 | 45 | −15  |
| 11.º | Central Ballester   | 6    | 20 | 2  | 2  | 16 | 14 | 52 | −38  |

|  | Ganador. Clasificado a la final por el título de campeón.                                       |
|  | Clasificados al Torneo reducido por el segundo ascenso.                                         |
|  | Jugó una eliminatoria contra el quinto de la otra zona por la clasificación al Torneo reducido. |

## Zona B

### Tabla de posiciones
| Pos. | Equipo                | Pts. | PJ | PG | PE | PP | GF | GC | Dif. |
| ---- | --------------------- | ---- | -- | -- | -- | -- | -- | -- | ---- |
| 01.º | Brown de Adrogué      | 30   | 20 | 12 | 6  | 2  | 33 | 13 | 20   |
| 02.º | San Martín (B)        | 25   | 20 | 9  | 7  | 4  | 24 | 14 | 10   |
| 03.º | Cañuelas              | 23   | 20 | 9  | 5  | 6  | 25 | 21 | 4    |
| 04.º | General Lamadrid      | 22   | 20 | 8  | 6  | 6  | 24 | 19 | 5    |
| 05.º | Sportivo Barracas (*) | 22   | 20 | 7  | 8  | 5  | 24 | 22 | 2    |
| 06.º | Sacachispas           | 21   | 20 | 7  | 7  | 6  | 27 | 16 | 11   |
| 07.º | Yupanqui              | 18   | 20 | 7  | 4  | 9  | 31 | 27 | 4    |
| 08.º | Victoriano Arenas     | 18   | 20 | 6  | 6  | 8  | 20 | 25 | −5   |
| 09.º | Deportivo Paraguayo   | 17   | 20 | 6  | 5  | 9  | 24 | 38 | −14  |
| 10.º | Lugano                | 13   | 20 | 5  | 3  | 12 | 15 | 35 | −20  |
| 11.º | Barracas Central      | 11   | 20 | 3  | 5  | 12 | 12 | 29 | −17  |

|  | Ganador. Clasificado a la final por el título de campeón.                                       |
|  | Clasificados al Torneo reducido por el segundo ascenso.                                         |
|  | Jugó una eliminatoria contra el quinto de la otra zona por la clasificación al Torneo Reducido. |

(*): Perdió la posibilidad de participar de la eliminatoria por encontrarse descendido.

## Tabla de promedios
| Pos. | Equipo              | 1985 | 1986 | 1986-87 | Pts | PJ | Promedio |
| ---- | ------------------- | ---- | ---- | ------- | --- | -- | -------- |
| 1.º  | Muñiz               | 30   | 20   | 33      | 83  | 58 | 1,43     |
| 2.º  | Acassuso            | 31   | 14   | 32      | 77  | 58 | 1,32     |
| 3.º  | Brown de Adrogué    | 31   | 15   | 30      | 76  | 58 | 1,31     |
| 4.º  | Ferrocarril Midland | 29   | 11   | 28      | 68  | 58 | 1,17     |
| 5.º  | San Martín (B)      | -    | 11   | 25      | 36  | 32 | 1,12     |
| 6.º  | Cañuelas            | 29   | 11   | 23      | 63  | 58 | 1,08     |
| 7.º  | Centro Español      | 30   | 15   | 14      | 59  | 58 | 1,01     |
| 8.º  | J.J. de Urquiza     | 19   | 8    | 28      | 55  | 58 | 0,94     |
| 9.º  | General Lamadrid    | 21   | 11   | 22      | 54  | 58 | 0,93     |
| 10.º | Victoriano Arenas   | 31   | 4    | 18      | 53  | 58 | 0,91     |
| 11.º | Deportivo Paraguayo | 22   | 12   | 17      | 51  | 58 | 0,87     |
| 12.º | Barracas Central    | -    | 17   | 11      | 28  | 32 | 0,87     |
| 13.º | Juventud Unida      | 19   | 19   | 11      | 49  | 58 | 0,84     |
| 14.º | Yupanqui            | 22   | 5    | 18      | 45  | 58 | 0,77     |
| 15.º | Sacachispas         | 11   | 12   | 21      | 44  | 58 | 0,75     |
| 16.º | Puerto Italiano     | 17   | 7    | 18      | 42  | 58 | 0,72     |
| 17.º | Lugano              | 23   | 4    | 13      | 40  | 58 | 0,68     |
| 18.º | Atlas               | 18   | 6    | 14      | 38  | 58 | 0,65     |
| 19.º | Central Ballester   | 19   | 12   | 6       | 37  | 58 | 0,63     |
| 20.º | Fénix               | 9    | 8    | 19      | 36  | 58 | 0,62     |
| 21.º | Sportivo Barracas   | 10   | 4    | 22      | 36  | 58 | 0,62     |
| 22.º | Ferrocarril Urquiza | 11   | 4    | 17      | 32  | 58 | 0,55     |

|  | Jugaron un desempate para evitar la desafiliación. |
|  | Desafiliado por una temporada.                     |

### Desempate por el descenso
| Sportivo Barracas                                                                  | 0 - 2 | Fénix | Roberto Larrosa | 20 de diciembre |
| Fénix mantuvo la categoría. Sportivo Barracas quedó desafiliado por una temporada. |       |       |                 |                 |

## Final
Se disputó a doble partido, haciendo de local en primer lugar el ganador de la Zona A y en la vuelta el ganador de la Zona B, por haber obtenido más puntos.
| Brown de Adrogué | 1 - 2 | Muñiz            | Alfredo Beranger    | 20 de diciembre |
| Muñiz            | 1 - 1 | Brown de Adrogué | Malvinas Argentinas | 27 de diciembre |

## Partido por la clasificación al Torneo reducido
La debían disputar los equipos que ocuparon el quinto puesto de cada una de las zonas. Sin embargo, al haber descendido Sportivo Barracas debió dejar su lugar a Sacachispas, el siguiente equipo en la tabla de posiciones de su zona.
Se disputó a doble partido. Sacachispas hizo de local en el primero y Fénix en la vuelta, aunque ambos encuentros se jugaron en el estadio de Barracas Central.
| Local                                    | Resultado | Visitante   | Estadio          | Fecha           |
| ---------------------------------------- | --------- | ----------- | ---------------- | --------------- |
| Sacachispas                              | 1 - 0     | Fénix       | Barracas Central | 27 de diciembre |
| Fénix                                    | 1 - 1     | Sacachispas | Barracas Central | 30 de diciembre |
| Sacachispas clasificó al Torneo reducido |           |             |                  |                 |

## Torneo reducido
Se jugó un octogonal por eliminación directa, a doble partido.

### Cuadro de desarrollo
|  | Cuartos de final   | Cuartos de final   | Cuartos de final   | Cuartos de final   | Cuartos de final   |   |                  | Semifinales      | Semifinales     | Semifinales     | Semifinales     | Semifinales     |  |                | Final            | Final            | Final            | Final            | Final            |  |
|  | 7 al 28 de febrero | 7 al 28 de febrero | 7 al 28 de febrero | 7 al 28 de febrero | 7 al 28 de febrero |   |                  | 7 y 14 de marzo  | 7 y 14 de marzo | 7 y 14 de marzo | 7 y 14 de marzo | 7 y 14 de marzo |  |                | 21 y 28 de marzo | 21 y 28 de marzo | 21 y 28 de marzo | 21 y 28 de marzo | 21 y 28 de marzo |  |
|  |                    |                    |                    |                    |                    |   |                  |                  |                 |                 |                 |                 |  |                |                  |                  |                  |                  |                  |  |
|  |                    |                    |                    |                    |                    |   |                  |                  |                 |                 |                 |                 |  |                |                  |                  |                  |                  |                  |  |
|  | General Lamadrid   | General Lamadrid   | 3                  | 1                  | 4                  |   |                  |                  |                 |                 |                 |                 |  |                |                  |                  |                  |                  |                  |  |
|  | General Lamadrid   | General Lamadrid   | 3                  | 1                  | 4                  |   |                  |                  |                 |                 |                 |                 |  |                |                  |                  |                  |                  |                  |  |
|  | Acassuso           | Acassuso           | 3                  | 3                  | 6                  |   |                  |                  |                 |                 |                 |                 |  |                |                  |                  |                  |                  |                  |  |
|  | Acassuso           | Acassuso           | 3                  | 3                  | 6                  |   | Acassuso         | Acassuso         | 2               | 1               | 3               |                 |  |                |                  |                  |                  |                  |                  |  |
|  |                    |                    |                    |                    |                    |   | Acassuso         | Acassuso         | 2               | 1               | 3               |                 |  |                |                  |                  |                  |                  |                  |  |
|  |                    |                    | San Martín (B)     | San Martín (B)     | 2                  | 2 | 4                |                  |                 |                 |                 |                 |  |                |                  |                  |                  |                  |                  |  |
|  | San Martín (B)     | San Martín (B)     | San Martín (B)     | San Martín (B)     | 2                  | 2 | 4                | 0                | 3               | 3               |                 |                 |  |                |                  |                  |                  |                  |                  |  |
|  | San Martín (B)     | San Martín (B)     |                    |                    |                    |   |                  |                  |                 | 3               |                 |                 |  |                |                  |                  |                  |                  |                  |  |
|  | Midland            | Midland            | 0                  | 0                  | 0                  |   |                  |                  |                 |                 |                 |                 |  |                |                  |                  |                  |                  |                  |  |
|  | Midland            | Midland            | 0                  | 0                  | 0                  |   |                  |                  |                 |                 |                 |                 |  | San Martín (B) | San Martín (B)   | 1                | 1                | 2                |                  |  |
|  |                    |                    |                    |                    |                    |   |                  |                  |                 |                 |                 |                 |  | San Martín (B) | San Martín (B)   | 1                | 1                | 2                |                  |  |
|  |                    |                    | Brown de Adrogué   | Brown de Adrogué   | 2                  | 4 | 6                |                  |                 |                 |                 |                 |  |                |                  |                  |                  |                  |                  |  |
|  | Brown de Adrogué   | Brown de Adrogué   | Brown de Adrogué   | Brown de Adrogué   | 2                  | 4 | 6                | 3                | 5               | 8               |                 |                 |  |                |                  |                  |                  |                  |                  |  |
|  | Brown de Adrogué   | Brown de Adrogué   |                    |                    |                    |   |                  |                  |                 | 8               |                 |                 |  |                |                  |                  |                  |                  |                  |  |
|  | Sacachispas        | Sacachispas        | 0                  | 3                  | 3                  |   |                  |                  |                 |                 |                 |                 |  |                |                  |                  |                  |                  |                  |  |
|  | Sacachispas        | Sacachispas        | 0                  | 3                  | 3                  |   | Brown de Adrogué | Brown de Adrogué | 1               | 2               | 3               |                 |  |                |                  |                  |                  |                  |                  |  |
|  |                    |                    |                    |                    |                    |   | Brown de Adrogué | Brown de Adrogué | 1               | 2               | 3               |                 |  |                |                  |                  |                  |                  |                  |  |
|  |                    |                    | Cañuelas           | Cañuelas           | 1                  | 0 | 1                |                  |                 |                 |                 |                 |  |                |                  |                  |                  |                  |                  |  |
|  | J.J. de Urquiza    | J.J. de Urquiza    | Cañuelas           | Cañuelas           | 1                  | 0 | 1                | 2                | 0               | 2 (3)           |                 |                 |  |                |                  |                  |                  |                  |                  |  |
|  | J.J. de Urquiza    | J.J. de Urquiza    |                    |                    |                    |   |                  |                  |                 | 2 (3)           |                 |                 |  |                |                  |                  |                  |                  |                  |  |
|  | Cañuelas (p)       | Cañuelas (p)       | 1                  | 1                  | 2 (4)              |   |                  |                  |                 |                 |                 |                 |  |                |                  |                  |                  |                  |                  |  |
|  | Cañuelas (p)       | Cañuelas (p)       | 1                  | 1                  | 2 (4)              |   |                  |                  |                 |                 |                 |                 |  |                |                  |                  |                  |                  |                  |  |
|  |                    |                    |                    |                    |                    |   |                  |                  |                 |                 |                 |                 |  |                |                  |                  |                  |                  |                  |  |

- Nota: En cada llave, el equipo que ocupa la primera línea es el que definió la serie como local.